# کلیسای جیگراشنی آوتیاتس
کلیسای جیگراشنی آوتیاتس (ارمنی: Ջիգրաշեն Ավետյաց եկեղեցի؛ انگلیسی: Jigrasheni Avetyats church) یک کلیسا متعلق به کلیسای حواری ارمنی واقع در شهر تفلیس،  گرجستان می‌باشد. ساخت و ساز این ساختمان در سال ۱۶۲۴ یا ۱۷۲۹ میلادی؛ به پایان رسید. این بنا به سبک معماری ارمنی طراحی شده است.